# Neochelonia pratti
Neochelonia pratti är en fjärilsart som beskrevs av John Henry Leech 1890. Neochelonia pratti ingår i släktet Neochelonia och familjen björnspinnare. Inga underarter finns listade i Catalogue of Life.